# Freedom Arms
A Freedom Arms é uma empresa de fabricação de armas de fogo com sede em Freedom, Wyoming, conhecida por produzir poderosos revólveres de ação simples. 

## Visão geral
A Freedom Arms foi fundada em 1978 por Wayne Baker e Dick Casull para produzir o revólver "Mini" e depois um revólver para o poderoso calibre .454 Casull. Este revólver de 5 tiros era o "Model 83". A Freedom Arms atualmente produz uma pistola de tiro único além de seus revólveres.

## Produtos
- "The Patriot" um mini revólver tipo derringer de 5 tiros em .22LR, mais tarde oferecido também em .22 Short e .22 WMR.[carece de fontes?]
- Uma pistola do tipo "Garrucha" com um cano mais longo.[2]
- Um outro mini revólver tipo derringer de 4 tiros. Os mini revólveres saíram de linha em 1990[1] e o projeto foi vendido para a North American Arms.[carece de fontes?]
- Seguindo os experimentos de Dick Casull desde 1959, a Freedom Arms foi a primeira a oferecer um revólver no calibre .454 Casull sobre o quadro so Ruger Blackhawk, em 1983.[3] Esse modelo continua em produção, é o "Model 83".[4]
- Algumas variantes do "Model 83" foram produzidas. A primeira foi no calibre .45 Colt em 1986, seguida por ua versão em .44 Magnum.[5]
- Em 1991 foi lançado o "Model 252" em .22LR.[carece de fontes?]
- Em 1992 foi lançado o "Model 353" em .357 Magnum.[carece de fontes?]
- Em 1993 foi lançado o "Model 555" em .50 Action Express, os calibres .41 Magnum e .475 Linebaugh foram adicionados em 1997 e 1999 respectivamente.[1][6]
- Em 2005 foi lançado o "Model 83 .500 WE" no calibre .500 Wyoming Express criado pela propria Freedom Arms.[7]
- Uma pequena quantidade dos modelos "Marshall" e "Packer" com canos de 3 polegadas  nos calibres .454 Casull e .44 Magnum também foram produzidos.[carece de fontes?]
- O "Model 97" com um quadro menor que o "Model 83", foi introduzido em 1997 com cilindro para 6 cartuchos em .357 Magnum com cilindro para .38 Special opcional.[carece de fontes?]
- Em 1998 um "Model 97" para 5 cartuchos em .45 Colt foi introduzido.[carece de fontes?]
- Em 2000 um "Model 97" para 5 cartuchos em .41 Magnum foi introduzido.[carece de fontes?]
- Em 2003 foram introduzidas opções do "Model 97" para 6 cartuchos em .22LR e .22 WMR.[6]
- Em 2004 um "Model 97" para 5 cartuchos em .44 Special foi introduzido.[8]
- Em 2010 o "Model 2008" uma pistola de apenas um tiro com canos intercambiáveis, a maioria para calibres de rifles, foi intrduzido.[9]